# Toccara Jones
Toccara Jones de Dayton, Ohio, es un modelo estadounidense, actriz ocasional y celebridad de la televisión. Jones fue una concursante en la tercera temporada de la serie de la UPN America's Next Top Model, donde terminó en séptimo puesto.

## Biografía
Asistió a Stivers Escuela de las Artes en Dayton, donde se especializó en teatro y danza. Jones fue recibida con honores por el Middletown, Ohio NAACP Fondo en la Gala de la Libertad. en donde recibió una llave de la ciudad

## Carrera de modelaje
Ella fue la octava concursante eliminada en el tercer ciclo de America's Next Top Model, ella ganó el título de "CoverGirl de la semana" cinco veces. Recientemente fue votada como una de las concursantes más memorables de ANTM.
Después de ANTM, Jones firmó con los Wilhelmina Models como un modelo talla plus. Ella ha estado en las portadas de ", la revista Next Level (noviembre de 2005), la revista Black men, revista Black Hair, la revista trenzas, y la revista King (febrero/marzo de 2006, marzo/abril de 2006 y abril de 2008). También apareció en la edición de diciembre de 2008 de la revista Ebony.
Jones ha modelado para Ashley Stewart, Avon, tórrida, empresas de New York, Target, la revista Essence, la revista Vibe y la revista Smooth. estuvo en las pasarelas de son Hot 97 's Third Annual Full Frontal Hip Hop Fashion Show, Luxe & Romance de otoño de 2005, presenta BET: paz a la pasarela 2, Elle Girl presenta Dare To Be You: Wal-Mart reúne Top Models America's Next 2005 y Alice Olivia & Fall 2006. Jones también fue seleccionada para formar parte de Rocawear de 2007 "no voy a perder" la campaña que representa la más Rocawear-line una línea de ropa para mujeres de talla grande.
Jones continúa participando de desfiles de moda en Rip BET. En 2009 Rip the Runway, que celebró en el Hammerstein Ballroom en Nueva York su aniversario. Jones apareció en varios diseñadores, incluyendo: Korto Project Runway's Momula y Portege.
Fue fotografiada por Steven Meisel para el mes de julio, para themes black de Vogue Italia y tuvo una difusión en la página 14 en la revista. La "cuestión Negra" presentó importantes trabajos para anuncios a la gente afro, en respuesta al "black out" de las modelos negras que les impide ser contratado para trabajos de impresión y de pista. 
Ella apareció en Ciclo 11 como CoverGirl 's Top Model en acción, en el ciclo 12 y en el ciclo 14.

## Carrera televisiva
Fue corresponsal de la alfombra Negra y la coanfitriona en el concurso Take the Cake, tanto para la red de BET.
De vez en cuando aparece en show the Tyra Banks. En un episodio de talento, se desempeñó como juez. También presenta la America's Next gorda y Sexy modelo en el programa. Recientemente fue una de las mejores exchicas modelos que apareció en entrevistas muestran puestas en America's Next Top Model
En 2006, Jones apareció en otro reality show de VH1, Celebrity Paranormal Project.
En 2008, Jones fue una competidora en la segunda temporada de la VH1 serie Celebrity Fit Club. Durante el espectáculo, que perdió 32 libras (15 kg) para bajar a 173 libras (78 kg). Toccara quería pesar 180 libras (82 kg), ya que era "bueno para su carrera." Toccara ganó 14 libras (6,4 kg) de nuevo y apareció en Celebrity Fit Club: Boot Camp, que enfrentó a las celebridades de las últimas temporadas hasta en contra de nuevas celebridades. Terminó el show un peso de 166 libras, superando su meta de perder peso de 7 libras.

Ella ha lanzado su propio trabajo-a DVD llamado trabajo con la fabulosoa Toccara de salida para la Mujer tamaño real. El trabajo de salida de DVD es un programa para la mujer cada día que quiere hacer ejercicio pero tienen un buen momento de hacerlo. El programa consta de 30 minutos de cardio y 10 minutos de técnicas de modelado para los brazos, las piernas y los abdominales.